# フォレストプロット

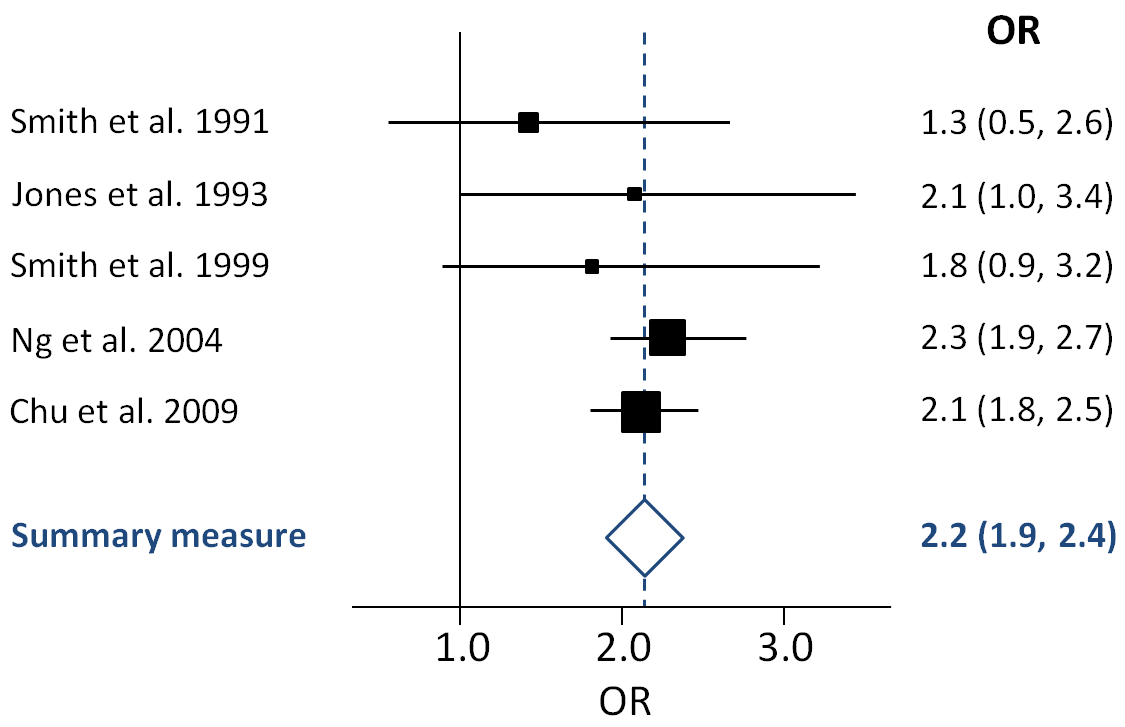
架空のフォレストプロット。5つのボックスは各研究のオッズ比を、ひし形は要約量を表す。研究名は左側に、オッズ比と信頼区間は右側に示されている。

フォレストプロット（forest plot、blobbogram）は、同じ問題を扱った多数の科学的研究から得られた推定結果を、全体の結果とともにグラフ化したもの。医学研究において、ランダム化比較試験の結果のメタアナリシスを図式化するために開発された。この20年の間に、同様のメタアナリシス手法が観察研究（環境疫学など）にも適用され、フォレストプロットはそのような研究の結果を提示する際にもしばしば使用されている。
フォレストプロットにはいくつかの形式があるが、一般的には2つの列で表示される。左側の列には研究名（多くの場合、ランダム化比較試験または疫学研究）が、上から下に向かって時系列で記載される。右側の列は、これらの研究のそれぞれについて、効果の測定値（オッズ比など）をプロットしたもの（多くの場合、正方形のボックスで表される）で、信頼区間が水平線で表される。信頼区間が各研究の平均値に対して対称になるように、また、1より大きいオッズ比が 1 より小さいオッズ比よりも過度に強調されないように、対数スケールでプロットすることができる。ボックスの面積は、メタアナリシスにおける研究の重みに比例する。メタアナリシスによる全体的な効果の測定値は、一般に菱形でプロットされ、その幅は推定値の信頼区間を示す。
効果がないことを表す垂直線もプロットされる。個々の研究の信頼区間がこの線と重なっていれば、与えられた信頼水準において、個々の研究の効果量は効果なしと異なるとは言えない。同じことがメタアナリシスによる全体的な効果の測定値にも当てはまる。菱形が効果なしの線と重なる場合、メタアナリシスされた全体の結果は、与えられた信頼水準において効果なしと異なるとはいえない。
フォレストプロットの歴史は少なくとも1970年代に遡る。1985年に出版されたメタアナリシスについての本にも 1つのプロットが掲載されている :252。フォレストプロットという表現が印刷物で初めて使われたのは、1996年5月に開催された society for clinical trials（米国）でのポスターの抄録であろう 。2001年にはフォレストプロットという言葉の由来についての調査結果が発表されている。フォレストプロットとは、森のように伸びた線のことである。 1990年9月にリチャード・ピートが「パット・フォレストという乳がん研究者にちなんで名付けられた」と冗談を言った結果、forrest plotと綴られることもあった。

## 例

このフォレストプロットは、7つの研究を基づいて、コルチコステロイドが、早産の可能性が高い胎児の肺の発達を早めることができることを示している。オッズ比（OR）1 は、効果がないことを示す。信頼区間（水平線）がオッズ比 1（縦軸）と交差する研究は決定的ではない。強力な研究（ここでは、参加者が多い研究）は、信頼区間が狭く（短く）なっている。オッズ比が 1 で、信頼区間が非常に狭い研究があれば、効果は非定位的である。オークランドの研究および全体をまとめたものは、1を超えない狭い信頼区間を持っており、これらの研究が統計的に有意であると判断されることを示している。

このフォレストプロットは象徴的なシステマティック・レビューから引用した。この論文は、胎児の肺の発達を早めるために、切迫早産の母体に対して副腎皮質ホルモンを投与した臨床試験を扱っている。この治療法が児の命を救うことを示すエビデンスが得られた後も、そのエビデンスは周知されず、この治療法は普及していなかった。システマティック・レビューによってエビデンスが広く知られるようになり、この治療法が広まって、何千人もの早産児の命を救った。しかし、低・中所得国でこの治療法を展開したとき、早産児の死亡がかえって増えたことが分かった。これは、医療の質が低い場所では、致死的な感染症のリスクが増えるためではないかと考えられている。現段階では、高所得国での治療の有用性については議論の余地がないが、低所得国や高リスクの母親に対する治療方針についてはさらなる研究が必要とされている。

## フォレストプロットを読む

### 研究の出自
メタアナリシスに含まれ、フォレストプロットに組み込まれた研究は、通常、左側に年代順に著者名と日付が表示される。

### 標準化平均差
フォレストプロットのチャート部分は右側に表示され、研究におけるテストグループとコントロールグループの間の効果の平均差を示す。データをより正確に表現するために、各行のテキストでは数値形式で表示しているが、右側のチャートでは、やや正確さに欠けるグラフィック表現を用いる。縦軸は効果がないことを示す。ボックスの縦軸からの距離はテストとコントロールの差を示しており、実験の効果量と呼ばれる。

#### 信頼区間のひげ
ボックスから出ている細い水平線（ひげ）は、信頼区間の大きさを示している。線が長いほど信頼区間が広くなり、データの信頼性が低くなる。線が短いほど、信頼区間は狭くなり、データの信頼性が高まる。
ボックスや信頼区間の ひげ が効果のない縦軸を通る場合、その研究データは統計的に有意ではないと言われる。

#### 重み
研究データの有意義さ（パワー）は、ボックスの重み（サイズ）で示される。より意味のあるデータ、例えばサンプルサイズが大きい研究から得られたデータは、意味の無い研究から得られたデータよりも大きなボックスで示され、プールされた結果への貢献度が高くなる。

### 異質性
フォレストプロットは、同じ効果を観測した複数の研究のデータが、どの程度重なり合うかを示すことができる。重なりが少ないと異質 heterogeneous なデータと呼ばれ、そのようなデータからは結論を出しにくいと言われている。一方、複数の研究で同じような結果が得られている場合は、データが均質 homogeneous であるといい、このようなデータからは結論を出しやすい傾向がある。
異質性は I2 で示される。I2 が 50％未満ならば異質性は「低い」と呼ばれ、研究データ間の類似性が高いことを示す。I2 が 50％ を超えると類似性が低いことを示す。